# Kurdiumove, Putîvl
Kurdiumove (în ucraineană Курдюмове) este un sat în comuna Zinove din raionul Putîvl, regiunea Sumî, Ucraina.

## Demografie
Componența lingvistică a localității Kurdiumove
     Rusă (96,88%)
     Ucraineană (3,13%)
Conform recensământului din 2001, majoritatea populației localității Kurdiumove era vorbitoare de rusă (96,88%), existând în minoritate și vorbitori de ucraineană (3,13%).